# Ville Ritola
Vilho Eino « Ville » Ritola (né le 18 janvier 1896 à Peräseinäjoki – mort le 24 avril 1982 à Helsinki) était un athlète finlandais, spécialisé dans les courses de fond. Pendant les années 1920, il gagna huit médailles olympiques. Il est mondialement connu comme un des Finlandais volants.

## Biographie
Ville Ritola naît en 1896 à Peräseinäjoki, en Finlande. Il émigre aux États-Unis à l'âge de dix-sept ans pour rejoindre ses sept sœurs. Il s'inscrit peu après au Finnish-American Athletic Club, club d'athlétisme fondé par son compatriote Hannes Kolehmainen en 1912. Ritola refuse de participer aux Jeux olympiques d'été de 1920 à Anvers, malgré les conseils de Kolehmainen. Quatre ans plus tard, aux Jeux olympiques de Paris, il remporte quatre médailles d'or et deux médailles d'argent. Dans sa première course, le 10 000 mètres, il établit un nouveau record du monde de la distance en 30 min 23 s 2 et devance finalement le Suédois Edvin Wide. Trois jours plus tard, il remporte son deuxième titre sur 3 000 mètres steeple en 9 min 33 s 6, nouveau record olympique, avant de terminer deuxième des finales du 5 000 mètres et du cross-country individuel remportées toutes deux par son compatriote Paavo Nurmi. Enfin, Ville Ritola ajoute deux médailles d'or supplémentaires à son palmarès en s'imposant dans les deux épreuves de courses de fond collectives, le 3 000 mètres et le cross-country. 
Quatre ans plus tard, lors des Jeux olympiques d'été de 1928 d'Amsterdam, il remporte deux nouvelles médailles : l'or sur 5 000 mètres en devançant Nurmi de deux secondes, et l'argent sur 10 000 mètres. Résident américain, Ritola a participé à de nombreuses courses organisées par l'Amateur Athletic Union. Il a été notamment champion du 6 miles, du 10 miles, et de cross-country dans les années 1920.
Ville Ritola met un terme à sa carrière sportive après les Jeux olympiques de 1928 et retourne en Finlande au début des années 1970. Il meurt en 1982 à Helsinki à l'âge de 86 ans.

## Palmarès

### Jeux olympiques
- Jeux olympiques d'été de 1924 à Paris :
  -  Médaille d'or du 10 000 mètres
  -  Médaille d'or du 3 000 mètres steeple
  -  Médaille d'or du 3 000 mètres par équipes
  -  Médaille d'or du cross-country par équipes
  -  Médaille d'argent du 5 000 mètres
  -  Médaille d'argent du cross-country individuel

- Jeux olympiques d'été de 1928 à Amsterdam :
  -  Médaille d'or du 5 000 mètres
  -  Médaille d'argent du 10 000 mètres